# Kim Strauss
Kim Strauss (nasc. Chicago) é um cantor, compositor, ator e dublador norte-americano. Além disso, ele também é um campeão de vendas na Amazon.com com o livro infantil Kalan the Mighty Warrior: Book One - Braxus the Owl: Guardian of the Forest.
Ele também é conhecido por inúmeras dublagens por toda a franquia dos Power Rangers, além de personagens secundários em The Young and the Restless e Babylon 5.